# Нож Боуи
Нож Бо́уи, иногда просто боуи — крупный нож (тесак) с характерной формой клинка, на обухе которого у острия выполнен скос, имеющий форму вогнутой дуги («щучка»). Острие клинка при этом направлено немного вверх. Скос обуха зачастую имеет режущую кромку или же представляет собой фальшлезвие. Многие ножи Боуи имеют развитую крестовину (гарду).
Особая форма ножа служит для удобного нанесения режущего или секущего удара. Этот нож используется как боевой, охотничий или рабочий.
Нож назван по имени изобретателя — Джеймса (Джима) Боуи, героя Техасской революции. Популярен в США.
По названию ножа часто именуется и характерная для него форма клинка со скосом обуха (иначе — «клип-пойнт»).

## Факты
- Культовый рок-музыкант Дэвид Боуи выбрал свой псевдоним по названию ножа[2].
- Штат Арканзас — ранее именовался как Штат Боуи, ещё встречалось название The Toothpick State (оба названия подразумевают широко используемый в этой области нож Боуи, который также назывался «a toothpick knife», буквально «нож-зубочистка»)[3].
- Крупным ножом с профилем Bowie пользуется в одноименном фильме австралийский охотник Данди по прозвищу «Крокодил»[4].